# 1990年中華民国総統選挙
1990年中華民国総統選挙（1990ねんちゅうかみんこくそうとうせんきょ、繁: 1990年中華民國總統選舉）は、1990年（民国79年）3月21日に中華民国で行われた、総統（第8期）を選出する選挙である。

## 概要
選挙方式は選挙により選出された国民大会代表を通して投票される間接選挙であった。投票は台北市陽明山の中山楼で行われ、副総統選挙も同時に実施された。副総統選挙は総統選挙と独立に行われることになっており、総統と副総統の候補者が一括して立候補登録を行うものではなかった。
投票の結果、中国国民党候補者の李登輝が641票を獲得して第8期中華民国総統に就任した。翌日に行われた副総統選挙では同じく中国国民党の李元簇が当選した。
国民党内部では李登輝の再選については反対がなく、1988年の蔣経国の死去に伴う李登輝の副総統から総統への昇格によって空席になっていた副総統候補の人事が焦点となっており、行政院長だった李煥の指名が予想されていた。しかし李登輝は総統府秘書長の李元簇を指名する方針を表明したため、反発した外省人（郝柏村、趙少康など）を中心とする非主流派は、2月11日に開催された党推薦候補を決定する臨時中央委員会全体会議で本省人の林洋港を総統候補に擁立する画策を秘密裏に進め、これを事前に察知した李登輝ら主流派との間で「2月政争」が発生した。李登輝は本省人に加え、宋楚瑜、馬英九などの若手の外省人政治家の支持を得て多数を確保し、会議の席上では非主流派から提案された投票による採決が否決されて従来の起立採決が行われ、李登輝が満場一致で総統候補に選出された。
非主流派は引き続き無所属候補の擁立を模索し、40年にわたり国民大会代表を務める滕傑が国大代表の一部勢力と共に司法院長の林洋港（総統候補）及び国家安全会議秘書長で蔣経国の弟の蔣緯国（副総統候補）の選挙参戦を発表した。両者は参戦するが選挙運動を行わないということで一旦は同意したが、3月9日に林洋港が推薦辞退を公にしたことで対抗馬擁立は失敗し、李登輝及び李元簇に対する信任投票となった。
この選挙に際して起こった政争はそれまで曖昧であった国民党主流派（李登輝派）と非主流派（反李登輝派）との対立を表面化させ、選挙による信任を得た李登輝は、学生デモ「三月学運」の代表者と会見、動員戡乱時期臨時条款の廃止、野党勢力を含む広範な「国是会議」の招集などを約束し、「台湾本土化」路線の推進姿勢を明確にした。

## 候補者
| 中国国民党  |              |
| 総統候補    | 副総統候補   |
| 李登輝      | 李元簇       |
|             |              |
| 総統 党主席 | 総統府秘書長 |

## 選挙結果
3月21日午前、中華民国第8回総統選挙が行われた。中国国民党候補の李登輝への信任投票を行い752名の国民大会代表中668名が投票、641票の絶対多数票を獲得して当選した。また翌日行われた副総統選挙では中国国民党の李元簇が602票を獲得して当選している。

### 総統選挙
| 候補者                                 | 候補者             | 所属政党           | 得票数 | 得票率 |
|                                        | 李登輝             | 中国国民党         | 641    | 100.0% |
|                                        |                    |                    |        |        |
| 有効投票（有効率）                     | 有効投票（有効率） | 有効投票（有効率） | 641    | 95.96% |
| 無効票数（無効率）                     | 無効票数（無効率） | 無効票数（無効率） | 27     | 4.04%  |
|                                        |                    |                    |        |        |
| 投票総数（投票率）                     | 投票総数（投票率） | 投票総数（投票率） | 668    | 88.83% |
| 棄権者数（棄権率）                     | 棄権者数（棄権率） | 棄権者数（棄権率） | 84     | 11.17% |
|                                        |                    |                    |        |        |
| 出席者数（投票率）                     | 出席者数（投票率） | 出席者数（投票率） | 752    | 24.70% |
| 欠席者数（欠席率）                     | 欠席者数（欠席率） | 欠席者数（欠席率） | 2,293  | 75.30% |
| 定数                                   | 定数               | 定数               | 3,045  | 100.0% |
| 出典：「中華民國選舉史」中央選挙委員会 |                    |                    |        |        |

### 副総統選挙
| 候補者                                 | 候補者             | 所属政党           | 得票数 | 得票率 |
|                                        | 李元簇             | 中国国民党         | 602    | 100.0% |
|                                        |                    |                    |        |        |
| 有効投票（有効率）                     | 有効投票（有効率） | 有効投票（有効率） | 602    | 不明   |
| 無効票数（無効率）                     | 無効票数（無効率） | 無効票数（無効率） | 不明   | 不明   |
|                                        |                    |                    |        |        |
| 投票総数（投票率）                     | 投票総数（投票率） | 投票総数（投票率） | 不明   | 不明   |
| 棄権者数（棄権率）                     | 棄権者数（棄権率） | 棄権者数（棄権率） | 不明   | 不明   |
|                                        |                    |                    |        |        |
| 出席者数（出席率）                     | 出席者数（出席率） | 出席者数（出席率） | 752    | 24.70% |
| 欠席者数（欠席率）                     | 欠席者数（欠席率） | 欠席者数（欠席率） | 2,293  | 75.30% |
| 定数                                   | 定数               | 定数               | 3,045  | 100.0% |
| 出典：「中華民國選舉史」中央選挙委員会 |                    |                    |        |        |